# Cassibile (fleuve)
Le Cassibile est un fleuve de Sicile situé dans la province de Syracuse en Sicile.
Il prend sa source au Mont Porcari dans les monts Hybléens près de Palazzolo Acreide. Son embouchure se situe à Fontane Bianche près de Syracuse.